# Geum gudaricum
Geum gudaricum är en rosväxtart som beskrevs av Gonzalo Mateo och J.L.Lozano. Geum gudaricum ingår i släktet nejlikrotsläktet, och familjen rosväxter. Inga underarter finns listade i Catalogue of Life.